# Chita
Chita (jap. 知多市 Chita-shi) – miasto w Japonii, na wyspie Honsiu, w prefekturze Aichi.
1 kwietnia 1955 roku miasteczko Chita powstało przez połączenie miasteczek Okada, Asahi i Yawata (z powiatu Chita). 1 kwietnia 1970 roku Chita zdobyło status miasta.

## Transport

### Drogowy
- Droga krajowa nr 155, 247.

## Populacja
Zmiany w populacji Chity w latach 1970–2015:
| Rok  | Populacja |
| ---- | --------- |
| 1970 | 39 834    |
| 1975 | 56 560    |
| 1980 | 64 831    |
| 1985 | 70 013    |
| 1990 | 75 433    |
| 1995 | 78 202    |
| 2000 | 80 536    |
| 2005 | 83 373    |
| 2010 | 84 768    |
| 2015 | 84 643    |

## Miasta partnerskie
- Czyta